# La casa navarra
La casa navarra es una obra de Leoncio Urabayen publicada por primera vez en 1929 (Espasa-Calpe, Madrid), en la que estudia y caracteriza la arquitectura tradicional de la casa en Navarra; tanto los materiales utilizados como los principales elementos (cubierta, paredes y huecos), su decoración y distribución. Concluye su estudio describiendo la tipología de la casa navarra y su distribución geográfica, así como el modo en que ha evolucionando la casa en los últimos siglos.

## Leoncio Urabayen
Leoncio Urabayen (Erroz, Arakil, 12.09.1888-Pamplona, 2.05.1068), estudió magisterio en Pamplona y desde 1914  en la Escuela de Estudios Superiores de Magisterio de Madrid. Tras obtener en 1917 la cátedra en la Escuela Normal de Burgos, permutó esa plaza por la de Lengua Española en la Escuela Normal de Pamplona. Desde 1915 mostró especial interés por la geografía humana, materia sobre la que publicó varias obras  entre las que destacan: Una interpretación de las comunicaciones de Navarra (en la Revista de Estudios Vascos, 1926), Atlas y Geografía de Navarra (Pamplona, 1931) y  Biografía de Pamplona (Pamplona, 1952) y Una geografía de Navarra (Pamplona, 1959).
El enfoque de sus trabajos queda especialmente explícito en  La tierra humanizada (Madrid, 1949), donde analiza el modo en que los paisajes naturales son modificados por la obra de los hombres. Un planteamiento que ya está presente en La casa navarra, donde muestra cómo las condiciones naturales -el clima y los materiales disponibles para la construcción-, influyen en las características de la arquitectura doméstica, pero recibiendo soluciones que responde a la idiosincrasia de los navarros.

## La casa Navarra

### Estructura del libro
El libro, profusamente ilustrado (120 fotografías del autor repartidas a lo largo de sus 240 páginas), queda organizado en 8 capítulos de desigual extensión, que se presentan sin numerar:
- Introducción. El autor explica que quiere presentar en este libro el estudio de la casa desde el punto de vista arquitectónico, aunque, como ya ha expuesto en otros trabajos, la casa puede estudiarse desde muchos otros puntos de vista -higiénico, profesional, sociológico artístico y otros muchos más.
- La casa navarra "in toto". El estudio se refiera a la casa popular, es decir construida de un modo empírico, sin la intervención de técnicos titulados. Este origen de la casa queda reflejado, según el autor, en tres características propias de la casa navarra: sinceridad, sobriedad y utilitarismo.
- Los materiales y la arquitectura popular Navarra. Piedra y tierra para los muros y la protección de la cubierta, y la madera para la armadura de la cubierta y los pisos. De sete modo las formas que resultan responden a las características de los materiales utilizados.
- Los elementos constructivos
  - La cubierta. Examina el autor, la inclinación de la cubierta, el número de vertientes y los materiales que la forman; en este sentido recuerda que Brunhes afirma que «el clima se traduce principalmente en la forma del tejado», pero Urabayen analiza con detalle como se da esa traducción en Navarra.
  - Las paredes. La utilización de la madera en entramados en paramentos y saledizos se da en la Montaña, la utilización de piedra, ladrillo y tierra es más menos frecuentes según las distintas zonas de Navarra.
  - Los huecos, peculiaridades de las puertas, ventanas y balcones, soportales, chimeneas y buhardas.
- La decoración. La sobriedad de la casa navarra queda de manifiesto en el carácter constructivo de los elementos que adornan la casa; así sucede con los encadenados esquineros,[2] el jambeado,[3] los aleros y las barandas de los balcones secaderos.[4]
- La distribución de la  casa. Su dimensión varía mucho entre la zona de la Montaña, en el que las casas son de mayor tamaño, que en la Ribera, habitualmente más reducidas. Abunda la forma rectangular, la planta baja viene destinada a cuadra o almacén de los aperos de labranza; la vivienda se sitúa encima, y con frecuencia aparece una planta bajo cubierta, utilizada como desván. La distribución de la vivienda es sencilla, un pasillo central y habitaciones a los lados.
- Una clasificación de las casas de Navarra desde el punto de vista arquitectónico. El autor recoge en este capítulo las características examinadas anteriormente, pero agrupándolas por las zonas de Navarra en que están habitualmente presentes.
- Los rumbos evolutivos de la casa popular navarra. Se recoge aquí un análisis de la evolución de las características de la casa navarra desde el siglo XVII, ya que son pocas los testimonios que pueden encontrarse de siglos anteriores.

### La tipología de la casa navarra y su distribución en la región
Los mapas que se recogen a continuación, cuyos datos están tomados del libro, muestran la distribución geográfica de las variantes de las cubiertas y del material utilizado en la casa. 
|                          |
| Pendiente de la cubierta |

|                            |
| Disposición de la cubierta |

|                                       |
| Material utilizado en la casa navarra |

#### Las cubiertas
La inclinación de la cubierta aumenta con la humedad y el frío del clima. Una inclinación de entre 40° a 50° "se extiende en el norte de Navarra, desde Espinal a la frontera con Huesca, ocupando las altas tierras pirenaicas del curso superior de los ríos Urrobi, Irati, Salazar y Ezca" (p. 51). Entre 20º y 40° al oeste y el sur de esa zona, siendo su límite sur el río Ega hasta Estella, el Arga hasta Ibero continuando por Huarte  hacia Urroz y Domeño. Al sur de esta última zona aparece otra de transición con cubiertas de menor pendiente, con su límite meridional que pasa cerca de Belascoain, Tiebas, Aibar, Liedana y Yesa. En el resto de Navarra predominan cubiertas con inclinaciones enrre 10º y 20º.
El clima también influye en la disposición de las vertientes, pues las pendientes cercanas a 50.º son afectadas por el peso de la nieve y la fuerza del viento; para hacer frente a estas fuerzas, se evita la cubierta a dos aguas, que presentaría un amplio hastial, disponiendo la cubierta a cuatro aguas. También en ocasiones, la vertiente utiliza dos pendientes distintas, más fuerte cerca de la cumbrera, y más suave cerca de los aleros; de este modo se consigue «disminuir el declive de la cubierta, lo cual la hace más económica, pero sin perder su eficacia para expulsar la nieve» (p. 53). En las pendientes inferiores a 40° es habitual la cubierta a dos aguas, con el caballete perpendicular a la fachada, hasta Pamplona y las sierras de Urbasa y Andía; al sur, el caballete se suele disponer paralelo a la fachada, e incluso la cubierta a una sola agua es bastante frecuente al sur de una línea que pasa por Viana, Estella, Mañeru, Pueyo, Ujué, Liédana y Yesa.
Tras esta clasificación general del tipo de cubiertas al autor realiza un estudio detenido de las variantes que se presentan en esos tipos, en cuanto a la forma y localización en Navarra. Entre estas variedades se refiere a la amplitud de los aleros, habitual en las zonas del norte, más lluviosas, pero también el peso de la nieve hace que en algunas zonas los aleros amplios solo se den en el hastial, para proteger los balcones; o bien se acompañan de una prolongación de los muros laterales, que «vienen a formar así una especie de gran pórtico de poco fondo que la resguarda y suministra al alero un sólido apoyo para resistir el peso de la nieve» (p. 66).
En cuanto al material de la cubierta es habitual la teja de arcilla cocida roja o blanca, la primera al norte de Navarra, la segunda al sur. Sin embargo en la zona pirenaica, entre Burguete y Huesca, la teja curva se sustituye por la plana; de distintos materiales: lastras, tablillas y cinc, aunque no desaparece totalmente la teja de arcilla.

#### Los materiales de la casa
La casa de piedra es la habitual en la Montaña y en la Navarra Media, aunque el autor ha localizado en esta segunda zona enclaves de adobe y ladrillo. Al sur de esta zona, por tanto en la Ribera es habitual la fábrica de ladrillo. Se refiere también a la relativa abundancia de casas en cuevas en una zona bastante amplia, en la que lo más frecuente es el ladrillo: así existen viviendas en cuevas en Milagro (35%), Arguedas (27%), Andosilla (10%), Azagra (20%), Mendavia, Caparroso (20%), Peralta (20%).
El entramado en los paramentos exteriores es frecuente en las zonas con abundancia de bosque, y no excesivamente frías: es decir, en la zona de la Montaña que vierte al cantábrico, y en la Burunda y la Barranca; menos frecuente en zonas con abundante madera, pero clima frío,